# Městské opevnění (Polička)
Městské hradby v Poličce jsou ojediněle dochovaným příkladem středověkého opevnění královského města. Souvislý pás hradeb v délce více než jednoho kilometru včetně devatenácti dochovaných bašt obepíná historické jádro města. Od roku 1958 jsou hradby zapsány na seznamu kulturních památek, od roku 2007 probíhá jejich rekonstrukce. Opevnění patří k turistickým atraktivitám města ve správě městského muzea.

## Historie

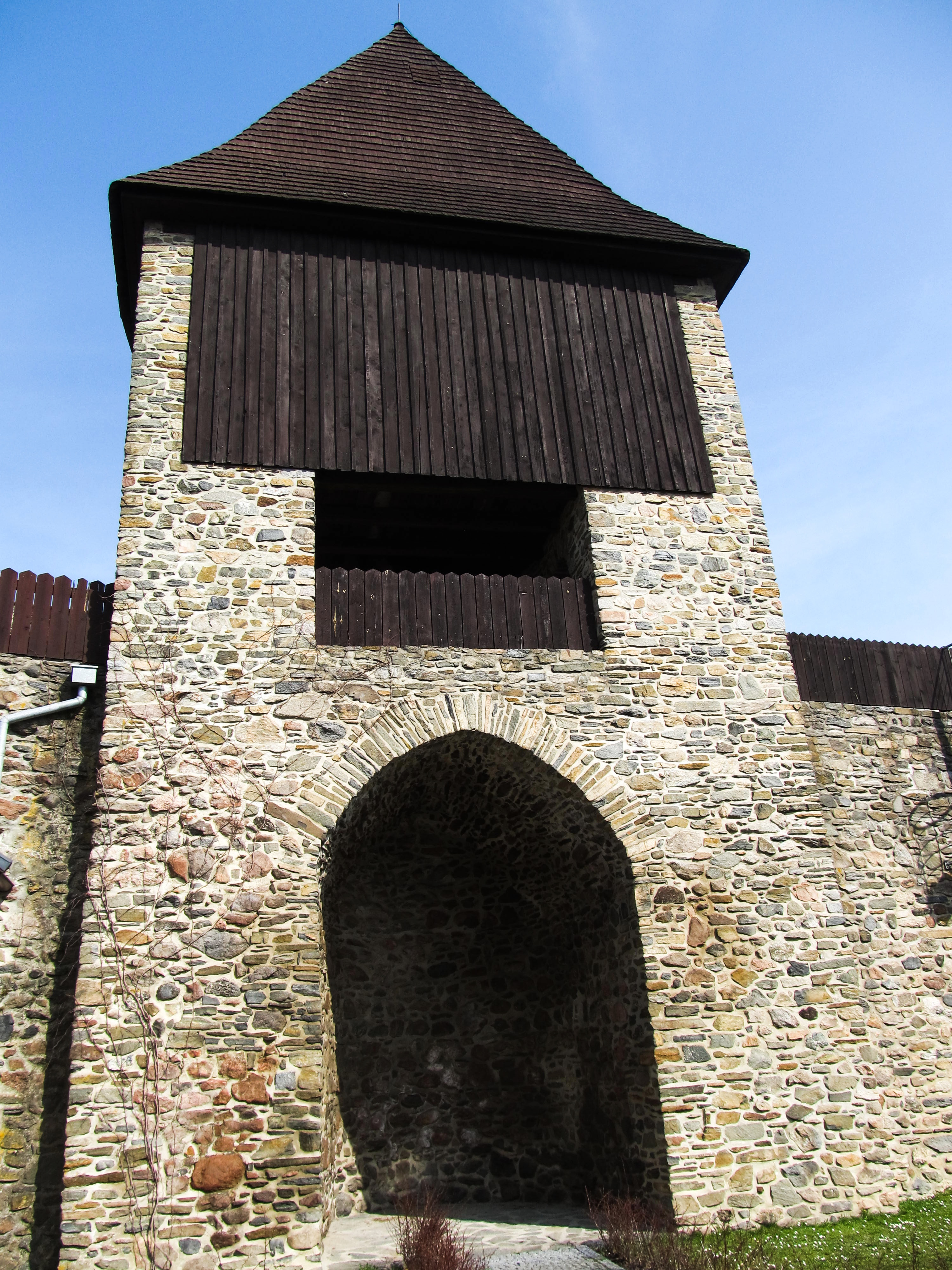
Bašta v ulici Parkány

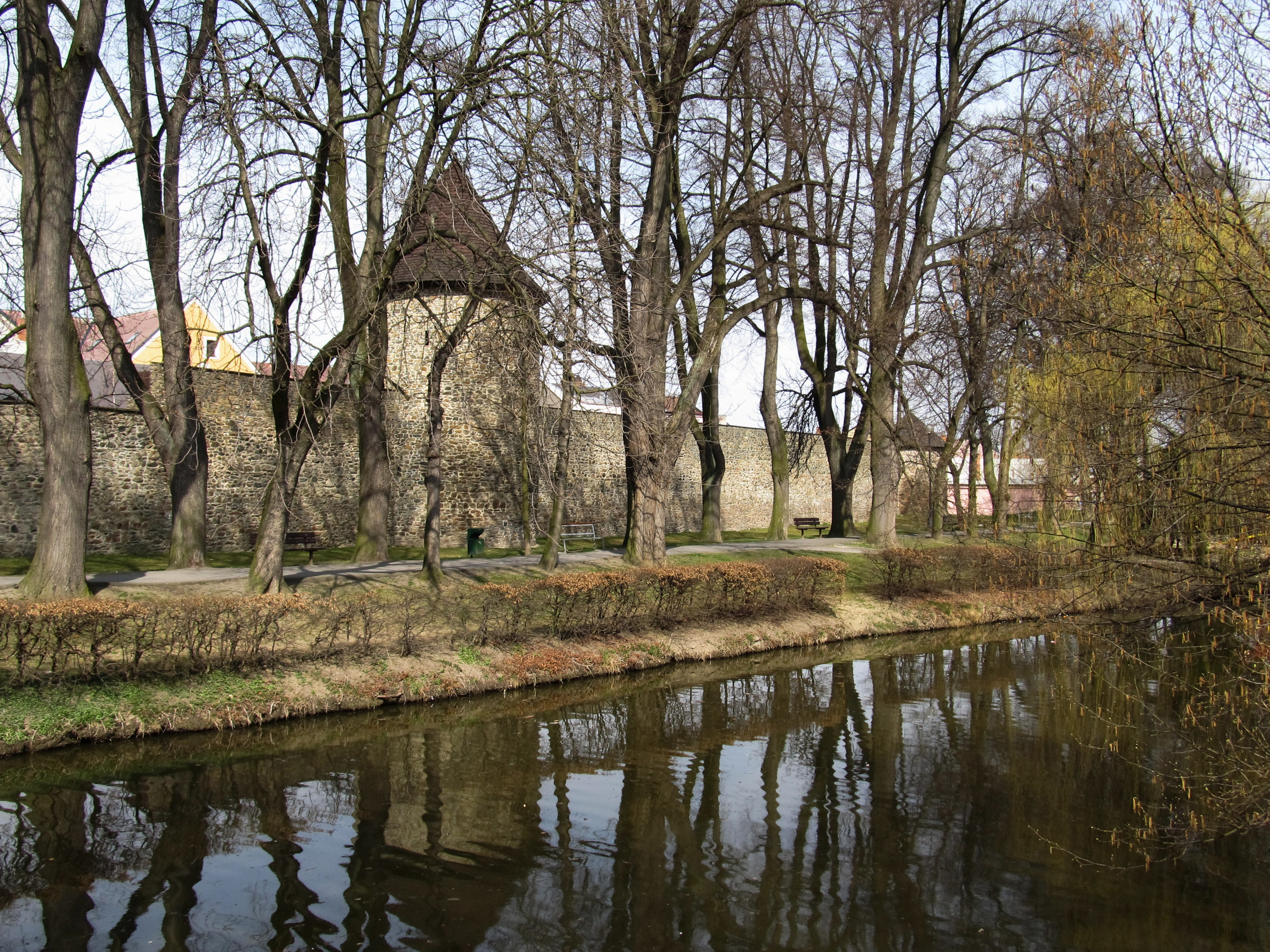
Pohled na hradby přes Synský rybník

Existenci původního středověkého opevnění Poličky prokázal archeologický výzkum v roce 1991. Nejstarší fortifikační systém z doby založení města Přemyslem Otakarem II. měl podobu přibližně jeden metr vysokého a čtyři metry širokého valu s dřevěnou kůlovou hradbou. Hradby v současné podobě začaly vznikat v polovině 14. století, kdy vzrostl význam Poličky jako jednoho z královských věnných měst. Opevnění mělo podobu hradeb o šířce 2,5 metru a výšce deset metrů. Vnitřní strana směrem k městu byla o dva metry nižší, čímž vznikl ochoz. Před hlavní hradbu byla ve vzdálenosti sedm až devět metrů předsunuta nižší parkánová zeď, na kterou navazoval ještě vodní příkop široký čtrnáct metrů. Hradba byla opatřena devatenácti půlkruhovými baštami, vstup do města umožňovaly čtyřmi brány (Litomyšlská, Limberská, Kamenecká, Starohradská). Za vlády Jiřího z Poděbrad byly před branami postaveny barbakany s padacími mosty. S vývojem válečných technik během 16. a 17. století pozbyly hradby svého významu a přestaly plnit funkci ochrany města. Podobně jako v dalších městech došlo v 19. století k likvidaci bran v zájmu rozšiřování města. Brány byly zbořeny v letech 1835–1843, ale opevnění zůstalo zachováno. V prostoru mezi hradbami a parkánovou zdí začala vznikat chudinská zástavba.
Městské hradby v Poličce patří k nejlépe dochovaným památkám opevňovacího systému středověkého města nejen v rámci České republiky. V roce 1958 byly zapsány na seznam kulturních památek a v roce 1972 byla zahájena jejich rekonstrukce. Tehdy došlo k likvidaci parkánové zdi a asanaci zástavby mezi hradbami a parkánem. Původní podoba domů přistavěných k hradbě se zachovala jen v ulici Na Bídě. Na jižní straně hradeb vznikl městský park se Synským rybníkem, který měl původně funkci napájení vodního příkopu. Hradby v délce 1 220 metrů včetně devatenácti dochovaných bašt obepínají historické jádro města.
Ochoz hradeb je částečně přístupný veřejnosti, turistické prohlídky zajišťuje Městské muzeum a galerie Polička.